# STS-51-B
（原先编号STS-24）是历史上第十七次航天飞机任务，也是挑战者号航天飞机的第六次太空飞行。

## 任务成员
- 罗伯特·欧沃米尔（Robert F. Overmyer，曾执行以及任务），指令长
- 弗雷德里克·格里高利（Frederick D. Gregory，曾执行、以及任务），飞行员
- 唐·林德（Don L. Lind，曾执行任务），任务专家
- 诺曼·萨加德（Norman E. Thagard，曾执行、以及任务），任务专家
- 威廉·桑顿（William E. Thornton，曾执行以及任务），任务专家
- 路德维克·范·登·伯格（Lodewijk van den Berg，曾执行任务），有效载荷专家
- 王赣骏（Taylor G. Wang，曾执行任务），有效载荷专家